# SOS北極... 赤いテント
『SOS北極... 赤いテント』（エスオーエスほっきょく あかいテント、ロシア語: Красная палатка、イタリア語: La tenda rossa）は、1969年のソビエト/イタリア合作映画。ミハイル・カラトーゾフ監督。
飛行船イタリア号で北極点への飛行を行ったウンベルト・ノビレ隊の遭難と、その救出活動を実話に基づいて描く。主演はアムンセンにショーン・コネリー、ノビレ将軍にピーター・フィンチ。一般に卑劣漢として断罪されているノビレ将軍の内面を掘り下げる内容となっている。
本作には国際版とソ連版とがあり、上映時間も音楽も異なる。国際版の音楽はエンニオ・モリコーネ作曲でディノ・アショッラのヴァイオリンソロとブルーノ・ニコライ指揮によるもの。ソ連版の音楽はアレクサンドル・ザツェーピン作曲である。
1971年のゴールデングローブ賞最優秀外国英語映画賞（en:Golden Globe Award for Best English-Language Foreign Film）にノミネートされた。
2007年にソ連版が『SOS北極 レッド・テント』のタイトルでDVD化された。

## キャスト
| 役名               | 俳優                                 | 日本語吹替                                |
| 役名               | 俳優                                 | テレビ朝日版                              |
| ------------------ | ------------------------------------ | ----------------------------------------- |
| アムンゼン         | ショーン・コネリー                   | 若山弦蔵                                  |
| ノビレ将軍         | ピーター・フィンチ                   | 高橋昌也                                  |
| ルンドベリー       | ハーディ・クリューガー               | 中田浩二                                  |
| ワレーリア         | クラウディア・カルディナーレ         | 小原乃梨子                                |
| ザピ               | ルイジ・ヴァンヌッチ                 | 宮田光                                    |
| マルムグレン       | エドワルド・マルツェビッチ           | 富山敬                                    |
| ビヤジ             | マリオ・アドルフ                     | 雨森雅司                                  |
| ロマニノ           | マッシモ・ジロッティ                 | 大木民夫                                  |
| ヴィルエリ         | ボリス・フメリニツキー               | 木原正二郎                                |
| トロヤニ           | ユーリー・ソローミン                 | 伊武雅之                                  |
| マリアノ           | ドナタス・バニオニス                 | 増岡弘                                    |
| ヘゴウネク         | ユーリ・ビズボル                     | 細井重之                                  |
| チェチオニ         | オタル・コベリーゼ                   | 野本礼三                                  |
| チュクノフスキー   | ニキータ・ミハルコフ                 | 玄田哲章                                  |
| コルカ・シュミット | ニコライ・イワノフマイケル・カレラス | 村山明                                    |
| ナレーション       | N/A                                  | 篠原大作                                  |
| 不明 その他        |                                      | 徳丸完 若本紀昭 宮下勝 大山高男           |
|                    |                                      |                                           |
| 演出               | 演出                                 | 左近允洋 高槻彰                           |
| 翻訳               | 翻訳                                 | 山田実                                    |
| 効果               | 効果                                 | PAG                                       |
| 調整               | 調整                                 | 山田太平                                  |
| 制作               | 制作                                 | グロービジョン                            |
| 解説               | 解説                                 | 淀川長治                                  |
| 初回放送           | 初回放送                             | 1977年4月3日 『日曜洋画劇場』 21:00-23:30 |